# Latrodectus bishopi
De Latrodectus bishopi is een spin uit de familie der kogelspinnen, die afkomstig is uit de Verenigde Staten, en dan voornamelijk uit Florida. Deze spin is familie van de beruchte zwarte weduwe, maar hoeft er niet voor onder te doen. Het gif van de spin is namelijk even gevaarlijk als dat van de zwarte. De soort is een met uitsterven bedreigde diersoort, maar wordt vaak illegaal verkocht op het internet.
De spin bezit een rood-oranje cephalothorax. Het abdomen is zwart met gele ringen, die omzoomd zijn met witte lijnen.

## De beet
Het gif van deze spin is 10 tot 25 procent gevaarlijker dan dat van een ratelslang, maar de hoeveelheid gif is wel aanzienlijk lager omdat het dier kleiner is. Dit neurotoxisch gif treedt vrijwel onmiddellijk in werking en veroorzaakt spierverlamming. Andere symptomen zijn een hoge bloeddruk, hevig zweten, misselijkheid (vergelijkbaar met de pijn bij een blindedarmontsteking), braken en zelfs verlies van het bewustzijn. De ergste pijn manifesteert zich in de 8 tot 12 uur na de beet en kan, indien er geen tegengif wordt toegediend, nog vele dagen duren.